# Culex whitmorei
Culex whitmorei är en tvåvingeart som först beskrevs av Giles 1904.  Culex whitmorei ingår i släktet Culex och familjen stickmyggor. Inga underarter finns listade i Catalogue of Life.